# 福井正一
福井 正一（ふくい まさかず、1962年9月11日 - ）は、日本の実業家。フジッコ創業者山岸八郎の長男で、同社代表取締役社長を務める。

## 人物・経歴
兵庫県神戸市出身。フジッコ創業者山岸八郎の長男として生まれる。中央大学を経て、1991年東北大学大学院農学研究科修士課程修了、花王入社。1995年フジッコ入社。1996年取締役企画本部情報システム室長に昇格。2000年常務取締役。2002年専務取締役。2004年から代表取締役社長を務め、社会の変化に対応しつつ昆布や豆などの伝統的素材を生かした商品展開を進めた。

## テレビ出演
- 日経スペシャル カンブリア宮殿 日本人に"安心＆便利"な食を！ 昆布と豆を極めて大躍進！知られざるフジッコ（2016年10月27日、テレビ東京）[8]